# 日丸屋秀和
日丸屋 秀和（ひまるや ひでかず、1985年5月8日 - ）は、日本の漫画家、同人作家。男性。福島県郡山市出身、アメリカニューヨーク在住、パーソンズ・スクール・オブ・デザイン中退。血液型はO型。

## 略歴
- 2003年3月、「すすめ!きたこー放送部」で集英社の手塚賞、および赤塚賞で最終候補。[要出典]
- 2003年9月、「いなかのノノ」で集英社の手塚赤塚二大賞で最終候補。[要出典]
- 2008年3月、幻冬舎より『ヘタリア Axis Powers』で商業デビュー[1]。
- 2009年2月、『コミックバーズ』（幻冬舎コミックス）4月号より『ちびさんデイト』連載開始[4]。
- 2013年8月、『ジャンプSQ.』（集英社）9月号より『大正浪漫 鬼さんやめてえぇっ!!』の連載開始[5]。
- 2014年9月、『少年ジャンプ+』（同）にて『ヘタリアworld☆stars』の連載開始[6]。
- 2021年1月、『ジャンプSQ.』2月号より『総理倶楽部』の連載を開始[7]。同作のコンテ構成は佐倉ケンイチが担当[7]。

## 作品リスト

### 連載
- ヘタリア Axis Powers（幻冬舎、ホームページ発表、『コミックバーズ』2010年8月号、2011年11月号[8] - 2013年8月号、不定期連載）
- ちびさんデイト（幻冬舎、『コミックバーズ』2009年4月号[4] - →『comicスピカ』No.1（2011年10月[9]） - vol.19[10]（2013年4月[11]））
- 大正浪漫 鬼さんやめてえぇっ!!（集英社、『ジャンプSQ.』2013年9月号[5] - 2014年8月号）
- ヘタリア World☆Stars（集英社、『少年ジャンプ+』2014年9月22日[6] - 連載中）
- 総理倶楽部（コンテ構成：佐倉ケンイチ、集英社、『ジャンプSQ.』2021年2月号[7] - 2023年11月号[12]）

### 読みきり
- ねこメロ! Vol.6（幻冬舎、2009年1月16日）

### 書籍
- 『ヘタリア Axis Powers』幻冬舎コミックス、2008年 - 、既刊6巻（2013年10月31日現在）
- 『ちびさんデイト』幻冬舎〈バーズコミックスデラックス〉、全4巻
  1. 2009年11月24日発行（同日発売[13]）、ISBN 978-4-344-81806-4
  2. 2012年2月24日発行（同日発売[14]）、ISBN 978-4-344-82432-4
  3. 2012年12月24日発行（同日発売[15]）、ISBN 978-4-344-82687-8
  4. 2013年6月24日発行（同日発売[16]）、ISBN 978-4-344-82855-1
- 『大正浪漫 鬼さんやめてえぇっ!!』集英社〈ジャンプコミックス〉、全2巻
  1. 2014年2月4日発行、ISBN 978-4-088-80016-5
  2. 2014年8月4日発行、ISBN 978-4-088-80164-3
- 『ヘタリア World☆Stars』集英社〈ジャンプコミックス〉、既刊8巻（2024年3月4日現在）
- 『総理倶楽部』コンテ構成：佐倉ケンイチ、集英社〈ジャンプコミックス〉、全7巻

### イラスト・挿絵
- 『学校であった怖い話』（著：飯島多紀哉、小学館、ビッグコロタン、既刊3巻）
  1. 2014年7月24日発行、ISBN 978-4-092-59131-8
  2. 2014年7月24日発行、ISBN 978-4-092-59132-5
  3. 2014年12月10日発行、ISBN 978-4-092-59136-3

### アンソロジー
- 『ピノコトリビュート アッチョンブリケ！』（秋田書店、『月刊プリンセス』2013年11月号掲載[17]、2013年12月16日発売[18]） - イラスト[18]
- 『ALDNOAH.ZERO アルドノア・ゼロ アンソロジーコミック (1)』（芳文社、2014年10月11日、ISBN 978-4-832-24489-4） - カバーイラストを担当。

### 画集
- 『ヘタリア Axis Powers ARTBOOK ArteStella』（幻冬舎、2011年2月28日、ISBN 978-4-344-82104-0）
- 『ヘタリア Axis Powers ARTBOOK ArteStella Piccolo』（幻冬舎、2012年3月27日、ISBN 978-4-344-82476-8）

### ウェブコミック
日丸屋のホームページで閲覧可能。
- すすめ!きたこー放送部
- バルヨナボンバーズ
- Axis powers ヘタリア

### 同人ゲーム
- 「アパシー ミッドナイト･コレクション vol.1」 - 「柱の傷」演出・美術担当